# あしたに賭ける数え歌
『あしたに賭ける数え歌』（あしたにかけるかぞえうた）は、日本の歌。作詞：山元護久、作曲・編曲：越部信義、歌：坂本九。

## 概要
1969年12月 - 1970年1月、NHKの『みんなのうた』で紹介。『数え歌』といっても、その内容は「明日」をテーマにした歌で、かつて坂本が歌っていた『明日があるさ』に近い。数える物は1番は「雲」、2番は「10円玉」、3番は「羊」。
作詞を担当した山元護久はこれが『みんなのうた』初担当だが、この後同番組での山元担当曲は1975年4月・5月放送の『かぜよ ふけふけ』と、山元没後の2003年2月・3月放送の『モーニング娘。のひょっこりひょうたん島』（井上ひさしとの共作）のみ（単独では2曲）。放送では3番は削られた。アニメーションは松本光平が制作を手掛けた。
1970年8月に再放送した後、2008年12月ではラジオのみで再放送、だが2011年4月3日にNHK総合で放送された『みんなのうたスペシャル 1960'sセレクション』では映像と共に放送され、地上波テレビでは41年ぶりに放送され、そして2014年12月から定時番組でも、44年3ヶ月ぶりに映像付きで放送された。なおこの間、2006年9月5日には衛星第2テレビで『懐かしのみんなのうた』の一環として放送され、その後同年12月17日や2007年1月3日、2014年12月18日にも再放送された。

## カバー
2019年現在、坂本版は発売されていないが、かつてキングレコードから発売されたLPレコードでは、友竹正則のカバー版が収録されていた。